# Ali Chukson
Ali Chukson est une census-designated place du comté de Pima, dans l'État de l'Arizona, aux États-Unis. En 2020, elle compte une population de 113 habitants.